# Wolf 1061b
Wolf 1061b ou WL 1061b é um exoplaneta que orbita em torno de Wolf 1061, uma estrela anã vermelha localizada a cerca de 13,8 anos-luz (4,29 pc) de distância a partir da Terra, na constelação de Ophiuchus. Ele é o primeiro planeta em ordem de afastamento de sua estrela hospedeira em um sistema planetário triplo, e tem um período orbital de cerca de cinco dias. O planeta orbita muito perto da sua estrela para que esteja na zona habitável, o que torna Wolf 1061b demasiado quente para ter água líquida em sua superfície. Ele tem uma massa mínima de 1,36 massas terrestres.